# Хачкар
Хачкар (јерм. խաչքար, у буквалном преводу „крст у камену“) представља камену плочу са уклесаним крстом карактеристична за јерменску хришћанску уметност. Хачкари су се обично подизали у оквирима манастира и цркава, као засебне камене плоче, а често и као део фасаде, те на гробницама.
Клешу се обично у базалтним стенама које су веома отпорне према корозији што им даје дуготрајност. У новије време хачкари се углавном клешу у стенама од вулканског туфа.
Најчешћи мотиви су крстови на позадинама у облику розета или сунчаних дискова, украшени разним апстрактним облицима или симболима из природе. Ређе се на хачкарима налазе прикази из Библије или ликови светитеља. Иако су сви дизајнирани по истом обрасцу, сваки хачкар је индивидуалан и посебан. До данас је на територији Јерменије откривено око 40.000 ових камених споменика.
Обично су подизани као заветни споменици у знак захвалности Богу због неких важних догађаја.
Од новембра 2010. јерменски хачкари су уврштени на Унескову листу нематеријалног културног наслеђа.

## Историја
На целој Јерменској висоравни још од античких времена постојала је традиција подизања камених плоча на важним местима (Вишапи) који су представљали разна митолошка бића, а били су украшени разним симболима.
У периоду Урартског царства тадашњи краљеви су користили вертикалне камене плоче да би са приказима својих освајачких похода али и за објављивање закона. У хеленском периоду (посебно за владавине династије Арташесида) већ је постојала развијена технологија за подизање оваквих камених споменика. Основу је чинио масивни камени блок са исклесаним удубљењем у средини у које су се усправљали вертикални камени ступови са већ исклесаним детаљима.
Већ у првим годинама по усвајању хришћанске вере (почетак  века) овакви камени споменици са хришћанским симболима служили су као сведоци ширења хришћанске вере.
Поред симбола крста и Христовог распећа, чести мотиви на хачкарима из средњег века се односе на живот Григорија Просветитеља, краља Тиридата III, смрт светих Рипсиме и Гајене, пророк Данило у лављој пећини и други Библијски призори. Такви споменици су распрострањени по целој територији историјске Јерменије и најстарији датирају из периода V—VII века.
Први хачкари у данашњем облику појављују се током  века када се Јерменија ослободила арапске доминације, и када је дошло до националног буђења и обнове. Из тог периода је и хачкар краљице Катраниде из 879. године.
Свој врхунац хачкарска уметност је достигла од  до  века након којег је уследило радибље монголске владавине током које је овакав вид уметничког и верског изражавања био забрањен. Традиција је обновљена током  и  века, али никада више у пријашњим размерама.
Уметност израде хачкара у потпуности је обновљена у модерној јерменској држави након стицања независноти 1991. године а велик број занатлија бави се израдом ових споменика, који су својеврсан симбол јерменског народа и државе.
Од око 40.000 очуваних хачкара на територији Јерменије, најрепрезентативнији примери су:
- Хачкар у манастиру Гегард, исклесан 1213. године
- Хачкар светог Спаситеља у манастиру Хагпат из 1273. године
- Хачкар из манастира Гошаванк из 1291. ког је израдио мајстор Фогос.

Велики број хачкара данас се чува у одајама историјског музеја Јерменије у Јеревану, те у комплексу Ечмијадзинског манастира. Највећа концентрација хачкара на отвореном, њих око 900различитих облика и старости налази се на старом гробљу код насеља Норатус, на западним обалама језера Севан.
Некада највећа колекција У Џулфи у Нахчиванској републици у потпуности је уништена у периоду 1998—2005. од стране власти Азербејџана, а опстала су само два примерка која се данас чувају у Ечмијадзину. Сличну судбину доживели су и хачкари који су се налазили на подручју данашње Турске.

## Савремена уметност хачкара
Уметност хачкара као симбола јерменске културе и традиције поново је оживела након Другог светског рата. прво међу припадницима јерменске дијаспоре а потом након независности и у самој Јерменији. Тако су припадници јерменске заједнице у Пољској финансирали подизање хачкара у Кракову, Вроцлаву и Елблагу у знак сећања на жртве геноцида над Јерменима у Првом светском рату почињеном од стране турске државе.
У Новом Саду, у Србији се на месту порушене јерменске цркве (саграђена 1762. а срушена 1963. приликом изградње Булевара Михајла Пупина) налази хачкар који подсећа на постојање Јермена у том српском граду. Новосадски хачкар израђен је у стилу Аменапркич са представом Христовог распећа (јерм. Ամէնափրկիչ „Свети Спаситељ“).

## Галерија
- Хачкар у манастиру Агарцин, у близини Дилиџана, Јерменија.
- „Свети Спаситељ“ у манастиру Хагпат (1273)
- Ечмијадзин
- Различите форме хачкара у манастиру Макараванк (Јерменија)
- Хачкари у центру Бејрута, Либан (2001)
- Хачкар у Антелијасу, Либан
- Хачкар у манастиру Санахин
- Хачкар у манастиру Санахин из 1902.
- Хачкар из 13. века у манастиру Ганџасар у Нагорно-Карабаху
- Краковски хачкар, Пољска
- Хачкар у манастиру Гошаванк